# Wonderboom Airport

i7
i11
i13
Der Wonderboom Airport (IATA-Code: PRY, ICAO-Code: FAWB) ist ein Flughafen im Norden von Pretoria in der südafrikanischen Provinz Gauteng. Der Flughafen liegt in der Metropolgemeinde City of Tshwane Metropolitan Municipality.

## Geschichte
Der Flughafen wurde 1937 erbaut. Während des Zweiten Weltkriegs übernahm das Militär den Flughafen. Im Jahr 1945 wurde der Flughafen wieder unter zivile Verwaltung gestellt. 
Im Jahr 1960 wurden ein neues Terminalgebäude, Hangars und Werkstätten gebaut. Auch die Landebahn wurde verlängert und Landescheinwerfer wurden installiert. Aufgrund der Erweiterungsmaßnahmen war der Flughafen für die Abfertigung einer ersten Boeing 737 im Jahr 1982 gut gerüstet. Im Jahr 1993 wurde die Start- und Landebahn erneuert und auf 1828 m verlängert, damit größere Flugzeuge starten und landen können.

## Fluggesellschaften und Ziele
Airlink stellte im Mai 2018 die Flüge von und nach Kapstadt ein.

## Zwischenfälle
10. Juli 2018 – Eine Convair CV-340 der Rovos Air (Luftfahrzeugkennzeichen ZS-BRV) stürzte nach dem Start vom Flughafen Pretoria Wonderboom bei einem Testflug 6 km vom Flughafen entfernt nach Problemen mit dem linken Triebwerk ab. An Bord waren 20 Flugzeuginsassen, davon 3 Crewmitglieder. Ein Besatzungsmitglied wurde getötet, vier Personen schwer verletzt; das Flugzeug wurde zerstört. Die Maschine war in den historischen Farben der Martin’s Air Charter lackiert worden und sollte zum Flugzeugmuseum Aviodrome in Lelystad, Niederlande, überführt werden.